# Martin Balsam
Martin Henry Balsam (4. listopadu 1919, New York – 13. února 1996, Řím, Itálie) byl americký herec, známý především z filmů Všichni prezidentovi muži, Vražda v Orient expresu či Tisíc klaunů, kde mu jeho role vynesla sošku Oscara. Jedná se také o držitele prestižní divadelní Ceny Tony.
Byl třikrát ženatý a má jednu dceru Talii.